# هيبودروم (ميدان سباق خيل)

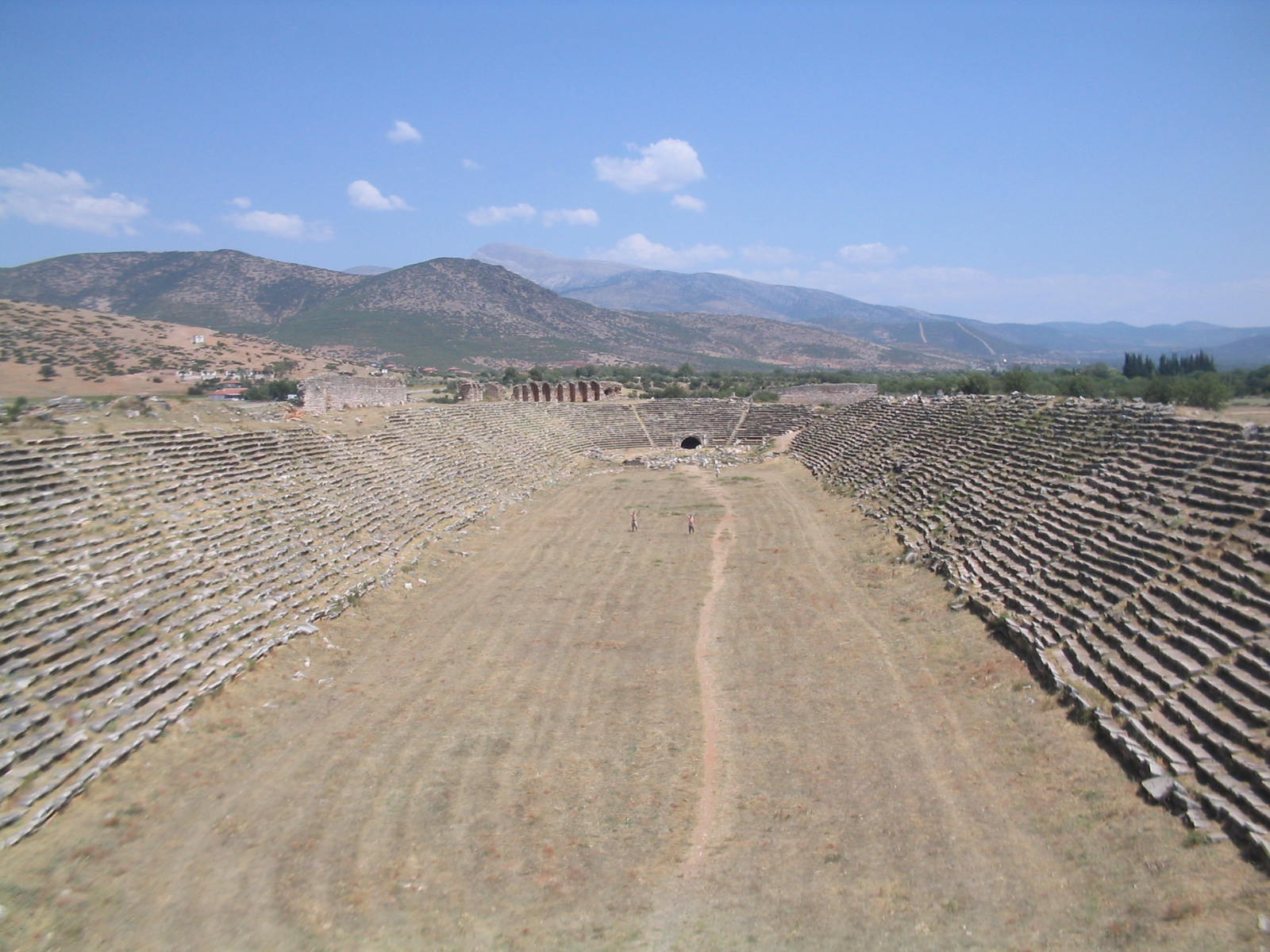
ميدان سباق الخيل الروماني في مدينة أفروديس القديمة، تركيا

ميدان سباق الخيل «الهيبودروم» (باليونانية: ἱππόδρομος / بودروموس)‏ كان ملعباً يونانياً قديماً لسباق الخيل وسباق العربات. الاسم مشتق من الكلمات اليونانية hippos («حصان») وdromos («مجرى»). يستخدم المصطلح في اللغة الفرنسية الحديثة وبعض اللغات الأخرى بمعنى «حلبة سباق الخيل.» وبالتالي، تتضمن أسماء بعض مضامير سباق الخيل حالياً الكلمة hippodrome أيضاً، كما في Hippodrome de Vincennes وCentral Moscow Hippodrome.